# NGC 4319
NGC 4319 = NGC 4345 ist eine Balken-Spiralgalaxie mit aktivem Galaxienkern vom Hubble-Typ SBab im Sternbild Drache am Nordsternhimmel. Sie ist schätzungsweise 72 Millionen Lichtjahre von der Milchstraße entfernt und hat einen Durchmesser von etwa 60.000 Lichtjahren. Sie ist Mitglied der elf Galaxien zählenden NGC 4589-Gruppe (LGG 284).
In ihrer Nähe befindet sich der Quasar Markarjan 205, mit einer Entfernung von einer Milliarde Lichtjahren ein relativ naher Quasar. Obwohl NGC 4319 mit seiner Rotverschiebung von z=+0,0045 nur 80 Millionen Lichtjahre vom Sonnensystem entfernt ist, deuten Beobachtungen auf eine gravitative Wechselwirkung zwischen den beiden Objekten hin. Aus diesen Beobachtungen stellte der US-amerikanische Astronom Halton Arp im Jahr 1971 die umstrittene Hypothese auf, dass die Entfernungen von Markarjan 205 und NGC 4319 zur Erde etwa gleich seien und es für die großen Unterschiede in der Rotverschiebung einen anderen Grund geben müsse.
Eher könnte es beispielsweise zu Wechselwirkungen zwischen NGC 4319 und der benachbarten Galaxie NGC 4291 gekommen sein.
Das Objekt wurde am 10. Dezember 1797 vom deutsch-britischen Astronomen Wilhelm Herschel entdeckt. Die Galaxie wurde im Jahre 1886 von Gerhard Lohse wiederentdeckt und im NGC-Katalog als NGC 4345 verzeichnet.